# Gymnophora aemula
Gymnophora aemula är en tvåvingeart som beskrevs av Borgmeier 1960. Gymnophora aemula ingår i släktet Gymnophora och familjen puckelflugor. Inga underarter finns listade i Catalogue of Life.